# Église Saint-Jean de Bar-le-Duc
L'église Saint-Jean de Bar-le-Duc est une église située à Bar-le-Duc dans le département de la Meuse en région Lorraine.
De style néo-byzantin, elle est construite en deux phases aux XIXe et XXe siècles.

## Présentation
L'église est de style néo-byzantin, avec des emprunts au style néo-roman. Les arcades et les voûtes sont en plein-cintre et les rosaces ont des formes simples.

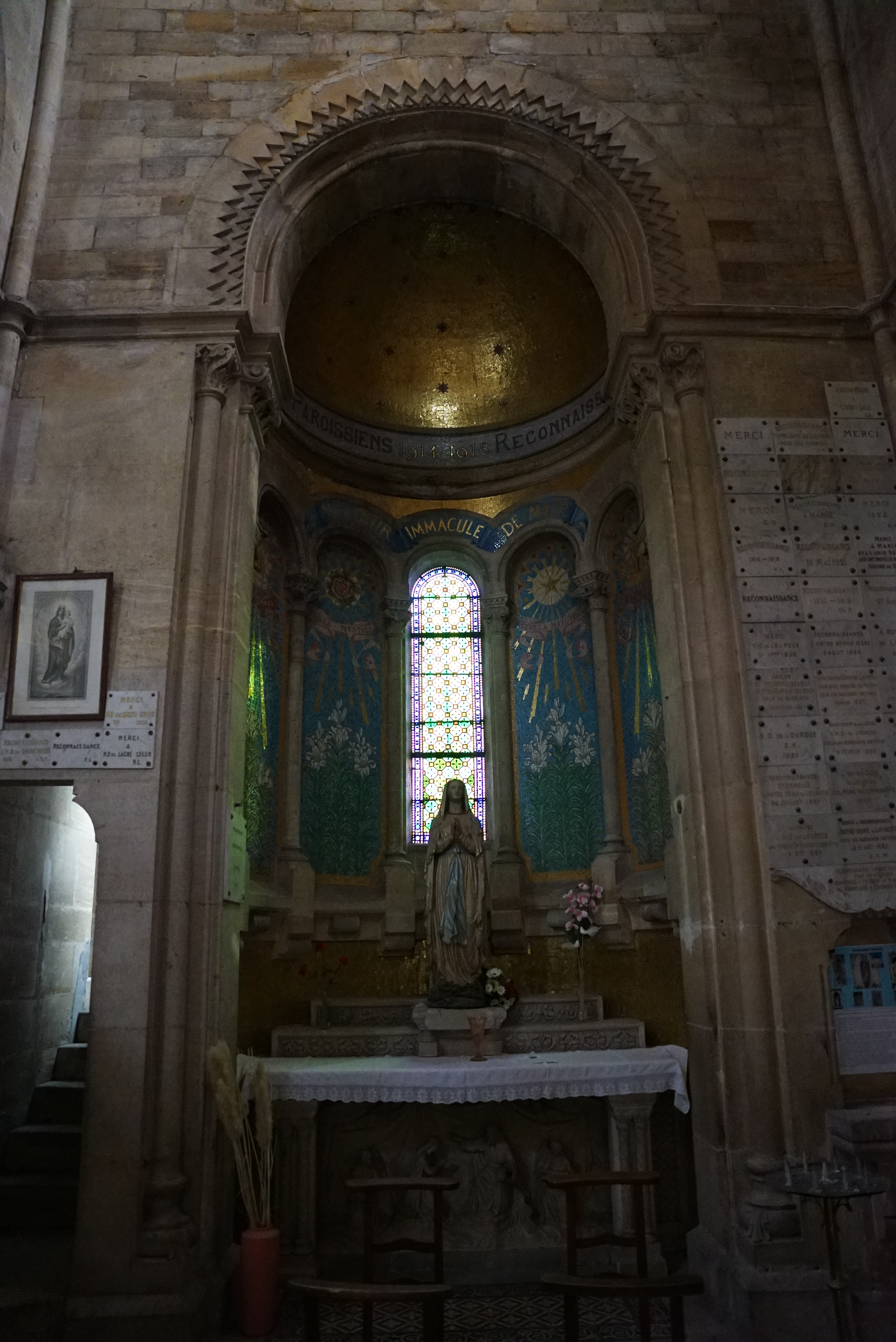
Autel latéral sud
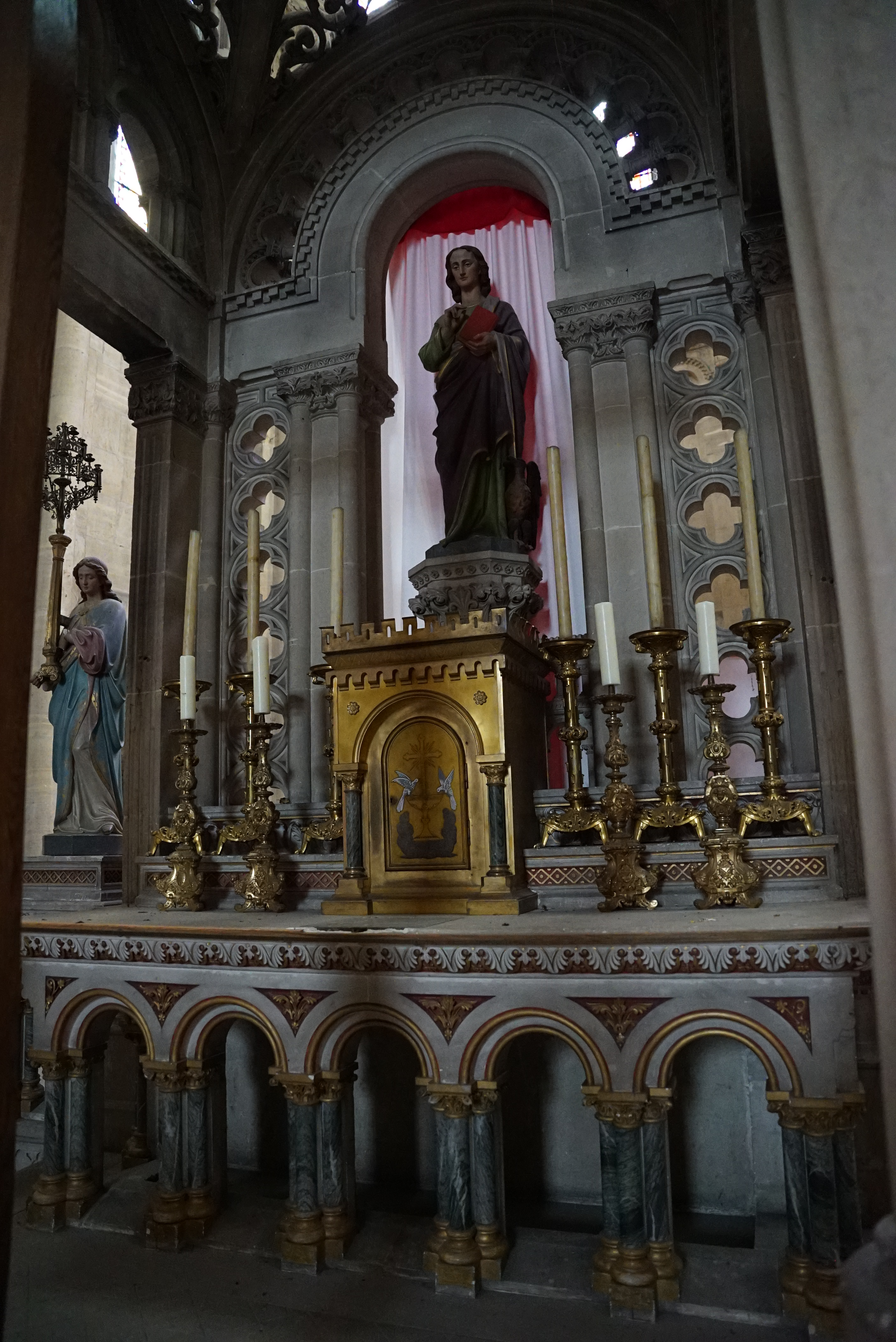
autel du choeur,
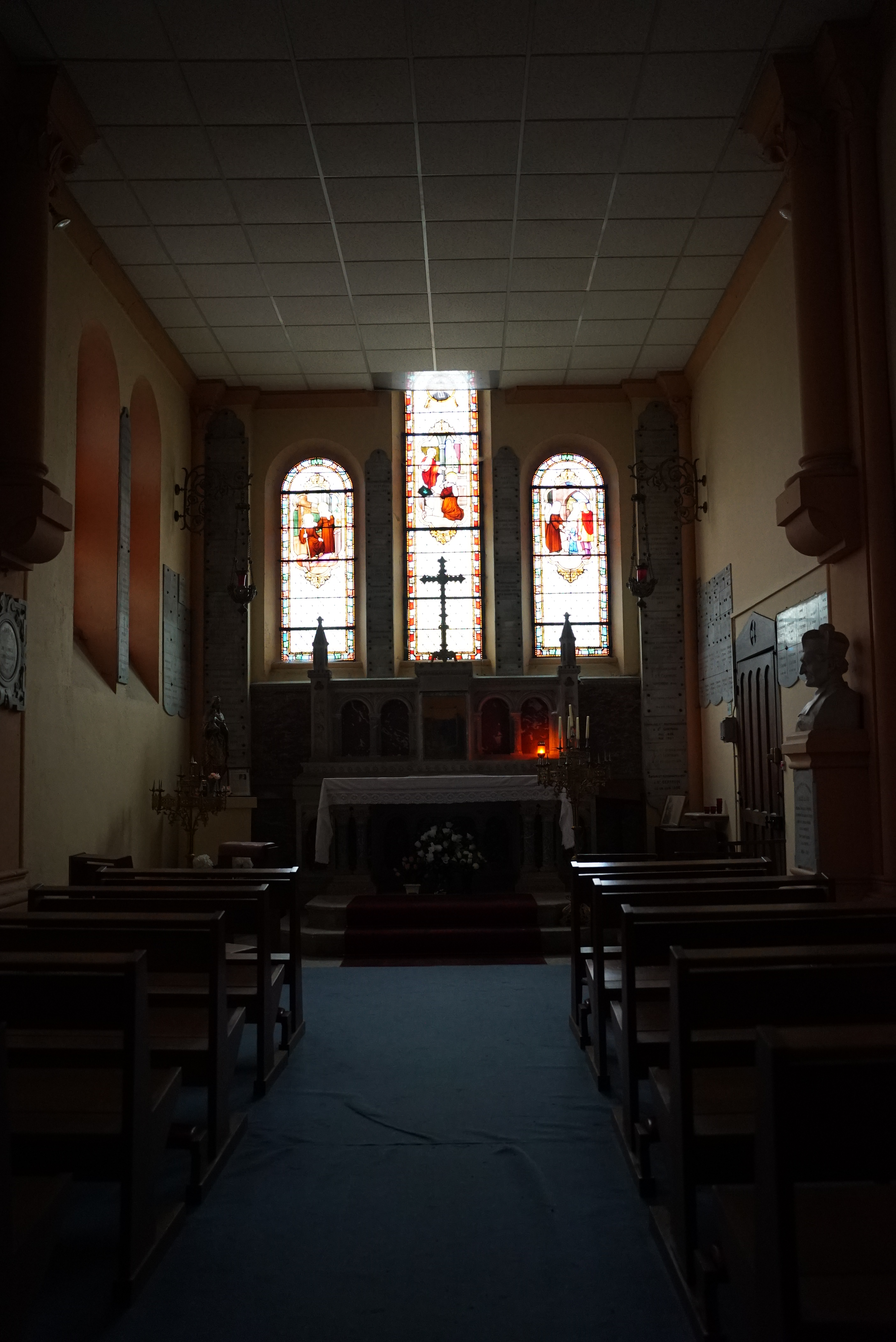
chapelle nord,
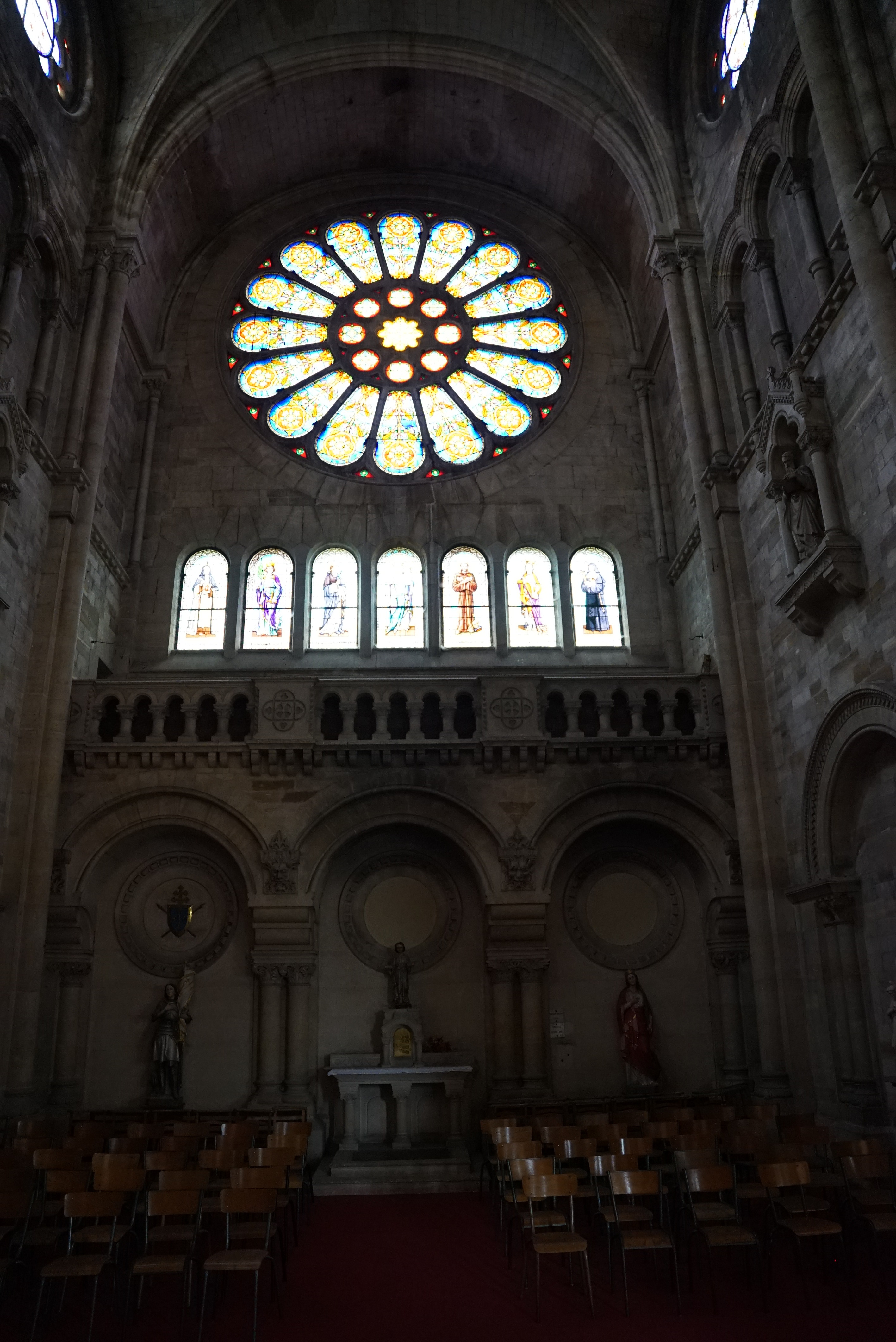
transept nord et orgues.

## Historique
Dès le milieu du XIXe siècle, la paroisse Notre-Dame possède une annexe dans le quartier des Brasseries. L'idée de la transformer en église apparait en 1869. L'année suivante, l'étude du projet est confiée à l'architecte Charles Demoget qui dessine un édifice néo-gothique. Le résultat est controversé et Demoget cède sa place à Ernest Birglin qui dessine un nouvel édifice de style néo-byzantin.
Ce n'est qu'après la création en 1875 d'une quatrième paroisse sous le nom de Saint-Jean, que la construction débute. La première phase des travaux dure jusqu'en 1880, mais seuls l'abside, le chœur et le transept sont érigés,.
En 1933, l'architecte Royer ouvre la deuxième phase des travaux avec la construction de la nef jusqu'en 1939. La façade reste cependant inachevée.

## Galerie de photographies

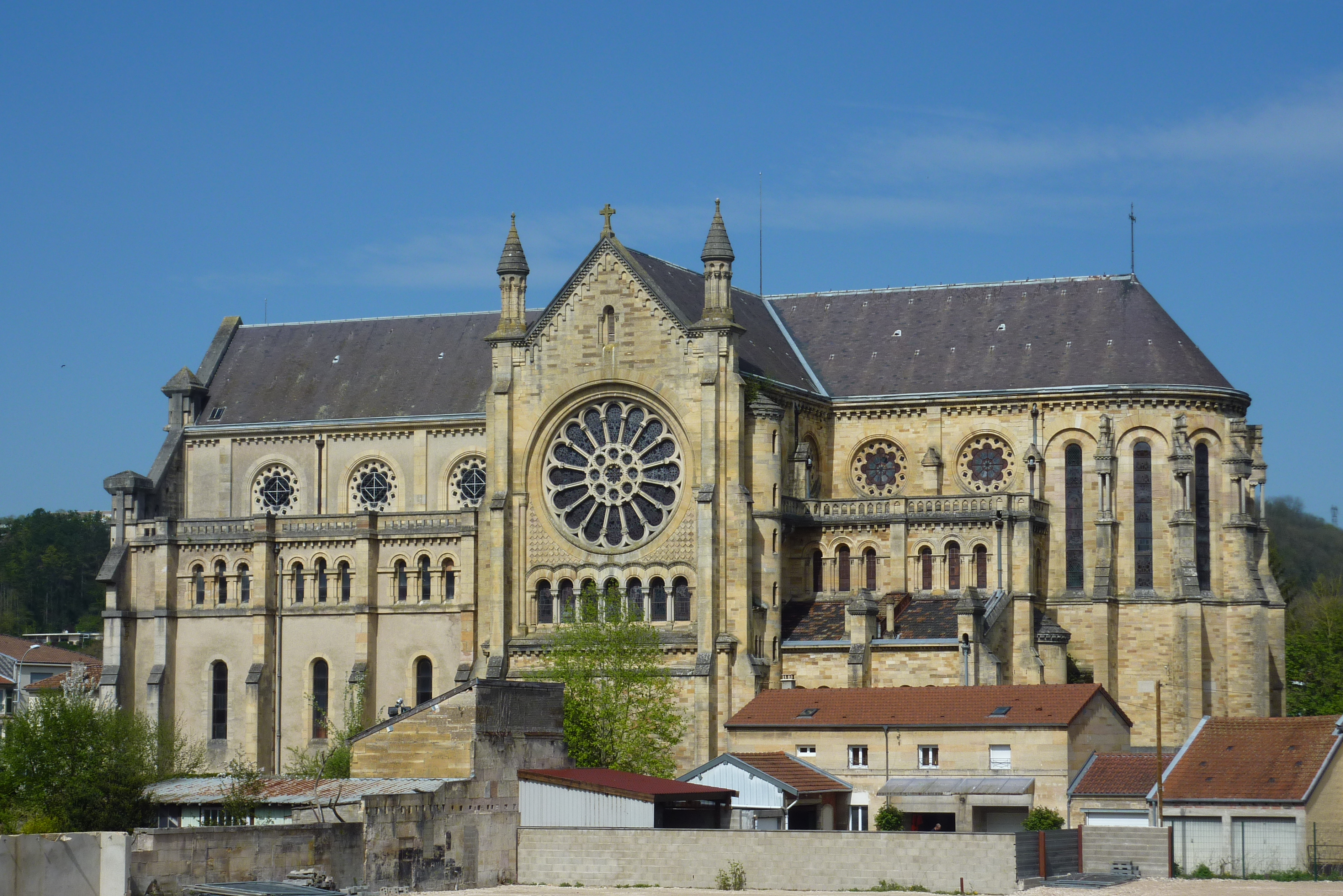
Façade sud.
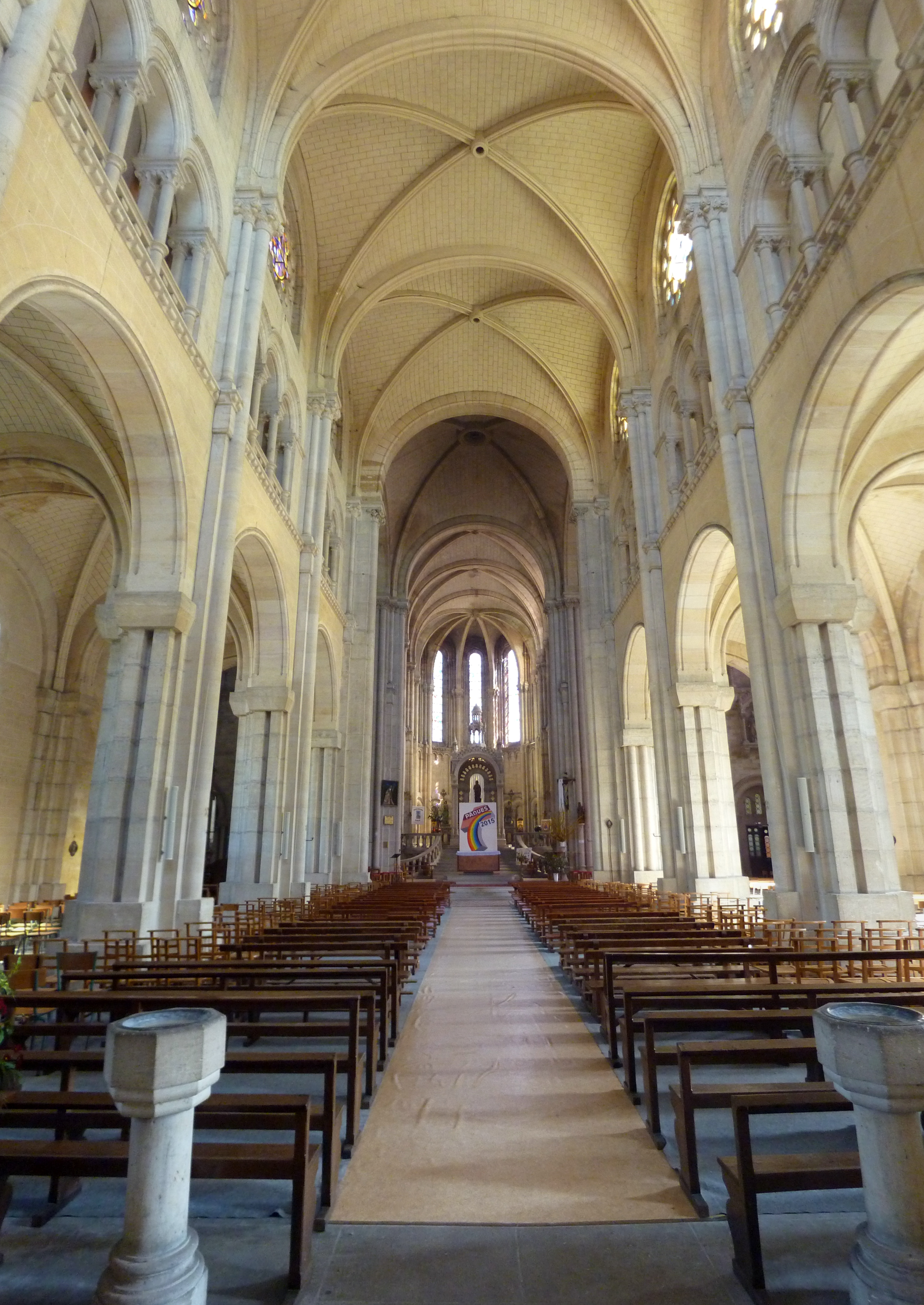
Nef et chœur.
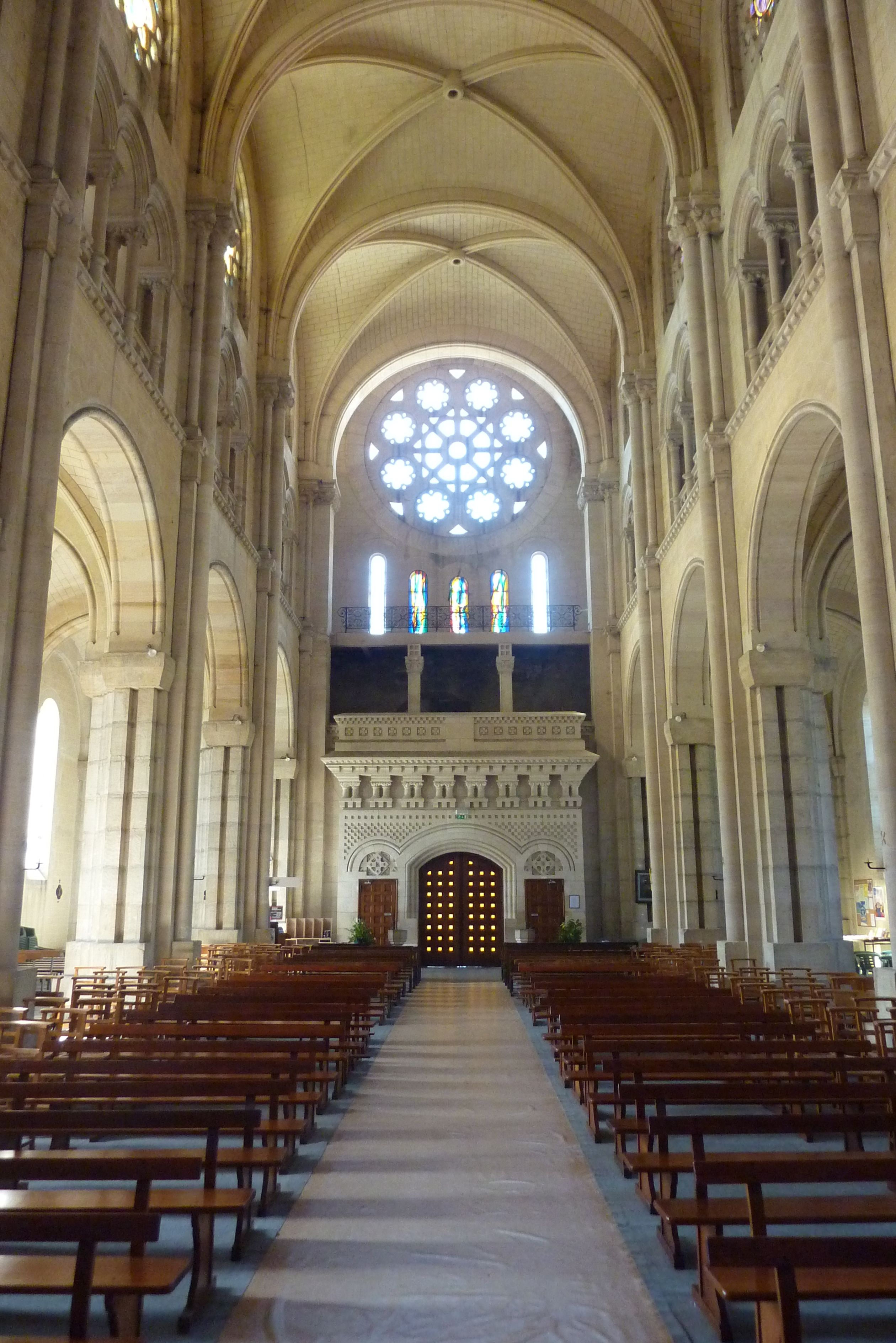
Nef.
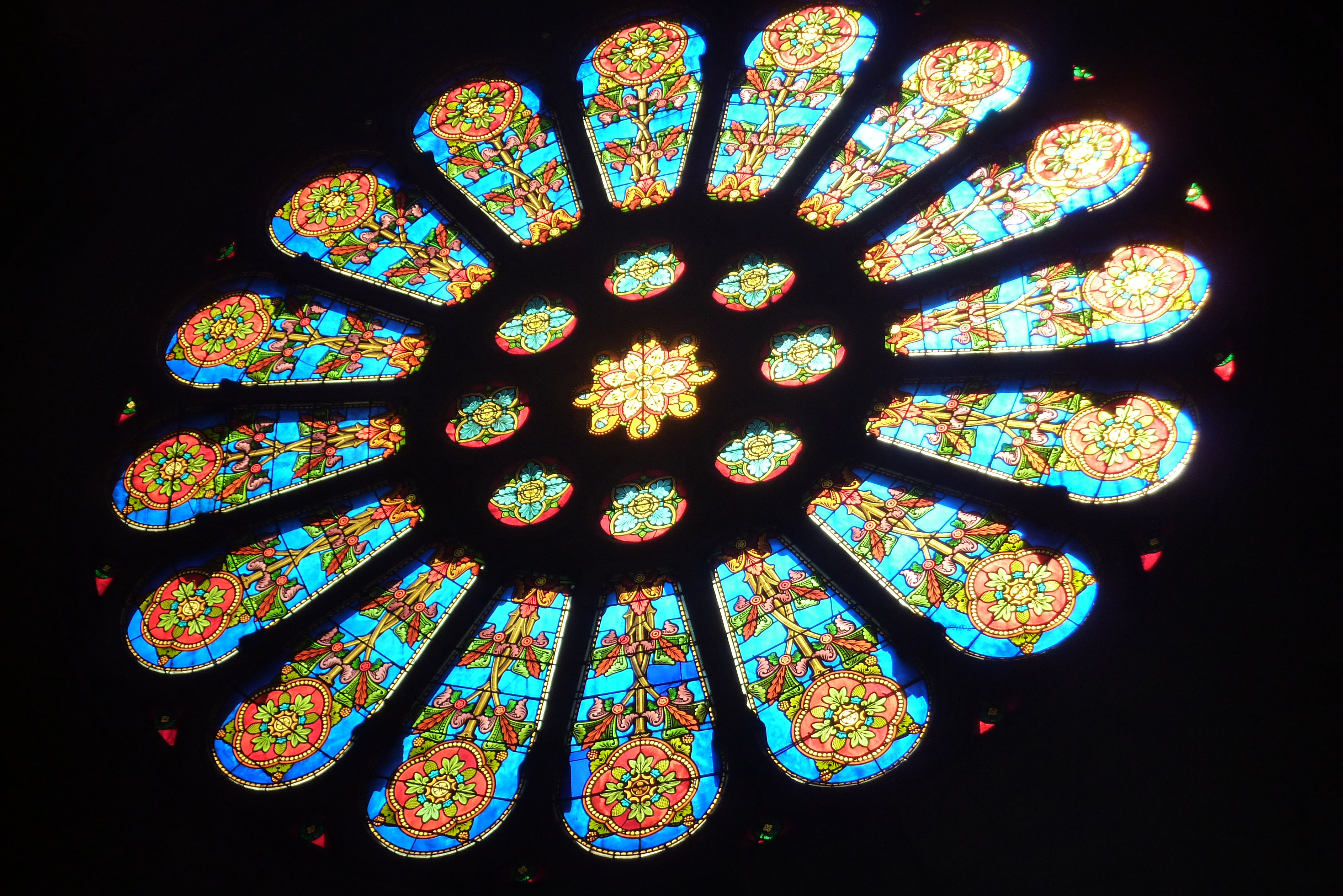
Rosace.